# Guddad Mattihalli, Hangal
Guddad Mattihalli là một làng thuộc tehsil Hangal, huyện Haveri, bang Karnataka, Ấn Độ.